# Desno Trebarjevo
Desno Trebarjevo es una localidad de Croacia en el municipio de Martinska Ves, condado de Sisak-Moslavina.

## Geografía
Se encuentra a una altitud de 97 m s. n. m. a 62,7 km de la capital nacional, Zagreb.

## Demografía
En el censo 2011, el total de población de la localidad fue de 336 habitantes.